# Charlotte Mansfield
Pour les articles homonymes, voir Mansfield.
Charlotte Mansfield (1881-1936) était une romancière, poétesse et voyageuse anglaise, connue pour son voyage planifié de 1909 Cape to Cairo,.
Les romans de Mansfield comprennent Torn Lace (1904), The Girl and the Gods (1907), One Love and One Woman, Red pearls (1914), Gloria: A Girl fo the South-African Veld (1916), The Dupe (1917), une histoire d'espionnage pendant la Première Guerre mondiale, Sex and Siller (1920) et Strings (1920), un thriller surnaturel sur un violon diabolique. Elle a également publié deux livres de poèmes, Flowers of the Wind (1899) et Poems (1902). 
Sa tournée très médiatisée Cape to Cairo n'a en fait atteint que le lac Tanganyika avant de retourner en Afrique du Sud. Elle a écrit au sujet de ses voyages en Afrique australe sur la Via Rhodesia (1911). En lisant le livre The Register d'Adelaïde a commenté[Qui ?] : « Une personne moins appropriée pour suivre les traces de Mary Kingsley pourrait difficilement être imaginée. »
Le roman de Mansfield, Gloria: A Girl of the South-African Veld, est l'un des premiers romans sud-africains à avoir été adapté à l'écran. Le réalisateur américain Lorimer Johnston a tourné un film muet aux Killarney Film Studios en 1916, d'après le roman de Mansfield, et mettant en vedette l'actrice anglaise Mabel May dans le rôle titre.
Charlotte Mansfield était également une artiste accomplie dans le domaine de la couture et a exposé ses travaux de broderie à Londres.

## Vie privée
En 1909, elle épouse l'ingénieur des mines Vladimir Raffalovich à Londres. La nouvelle belle-sœur d'Alfred Edward Turner et Mansfield, Vera Raffalovich Friedlander, a présenté et animé les festivités du mariage. Ils ont vécu à Johannesbourg. Vladimir Raffalovich a survécu à Charlotte Mansfield Raffalovich lorsqu'elle est décédée en 1936, à l'âge de 55 ans.